# Allochrocebus
Allochrocebus is een geslacht van zoogdieren uit de familie van de apen van de Oude Wereld (Cercopithecidae). De wetenschappelijke naam van het geslacht werd in 1913 gepubliceerd door Daniel Giraud Elliot.

## Soorten
Er worden 3 soorten in dit geslacht geplaatst:
- Allochrocebus lhoesti (Sclater, 1899) – Bergmeerkat
- Allochrocebus preussi (Matschie, 1898)
- Allochrocebus solatus (Harrison, 1988) – Zonnestaartmeerkat